# Lăng mộ của Cyrus Đại đế
Lăng mộ của Cyrus Đại Đế là lăng tẩm của Cyrus Đại đế - một vị "Vua của các vị vua" trong lịch sử Ba Tư. Theo nguồn của Hy Lạp, lăng mộ có từ năm 559 - 529 trước Công nguyên. Ngày nay, lăng tẩm này nằm ở nước Iran, tại khu phế tích Pasargadae đã được Tổ chức Giáo dục, Khoa học và Văn hóa Liên Hợp Quốc (tức UNESCO) công nhận làm Di sản văn hóa thế giới. Lăng tẩm này có chiều cao là 11 mét, mặt đáy 12 x 13 mét, với kiến trúc có thể là ảnh hưởng từ những ngôi mộ ở xứ Lydia. Vào thời kỳ cổ đại, Lăng mộ của Cyrus Đại Đế đã từng bị tàn phá, song Alexandros Đại Đế - vốn là vị thống soái tôn kính Cyrus Đại Đế và có ấn tượng sâu sắc với dòng mộ chí của ông - đã khôi phục lại Lăng tẩm này.

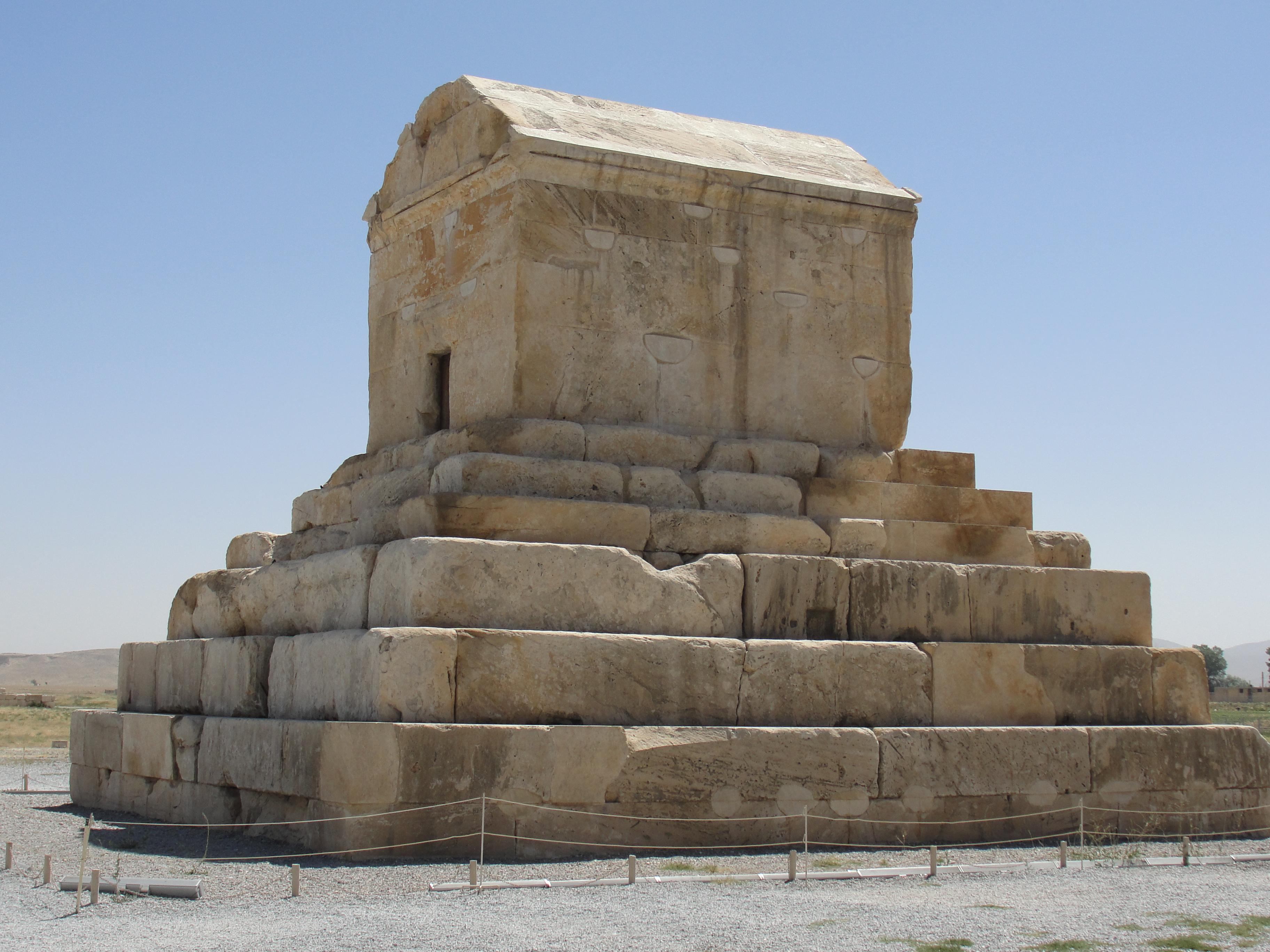
Lăng mộ của Cyrus Đại đế.

Cyrus Đại Đế (khoảng 590 trước Công nguyên; tháng 8 năm 529 hay 530 trước Công nguyên), hoặc Cyrus II của Ba Tư là một vị anh hùng dân tộc của nước Ba Tư, ông là vị Hoàng đế sáng lập ra Đế quốc Ba Tư hùng cường dưới triều nhà Achaemenes, vào thời kỳ cổ đại. Nhà vua tiến hành bành trướng đế quốc này, chinh phạt phần lớn vùng Tây Nam Á, và phần lớn Trung Á, từ Ai Cập và biển Hellespont cho đến sông Ấn ở phía Đông, để rồi Đế quốc Ba Tư trở thành một đế quốc rộng lớn nhất trên thế giới cổ đại. Ông vốn là vua của một tiểu Vương quốc chư hầu của Đế quốc Media, và với những chiến thắng lừng lẫy của ông trước các Đế quốc hùng mạnh như Media, Lydia hay Tân Babylon, ông trở thành vị "Vua của các vị vua", vị "Hoàng đế của bốn phương Trái Đất", vị lại còn là vị thống soái vĩ đại nhất thế giới thời đó. Còn được gọi là "Vị vua Mặt Trời", ông cũng là một vị vua anh minh và thực hiện chính sách tự do, tôn trọng nhân quyền, cách đối xử của ông với những dân tộc mà ông chinh phạt thật khác biệt với những nhà chinh phạt khác vào thời kỳ cổ đại.
Lăng mộ của Cyrus Đại Đế nằm ở công viên Hoàng gia Ba Tư trong cố đô Pasargadae. Theo sử cũ, mộ chí của ông cho thấy ông muốn người đời luôn luôn ghi nhớ ông là vị Hoàng đế khởi lập Đế quốc Ba Tư, và là Bá vương của cả châu Á. Lăng tẩm này trông giống như một ngôi nhà. Trong cuộc chinh phạt châu Âu, Alexandros Đại Đế xứ Macedonia đã hai lần thăm viếng lăng tẩm này, lần đầu vào năm 330 TCN và lần hai sau khi ông chinh phạt Ấn Độ.

## Vài nét về Lăng mộ của Cyrus Đại Đế

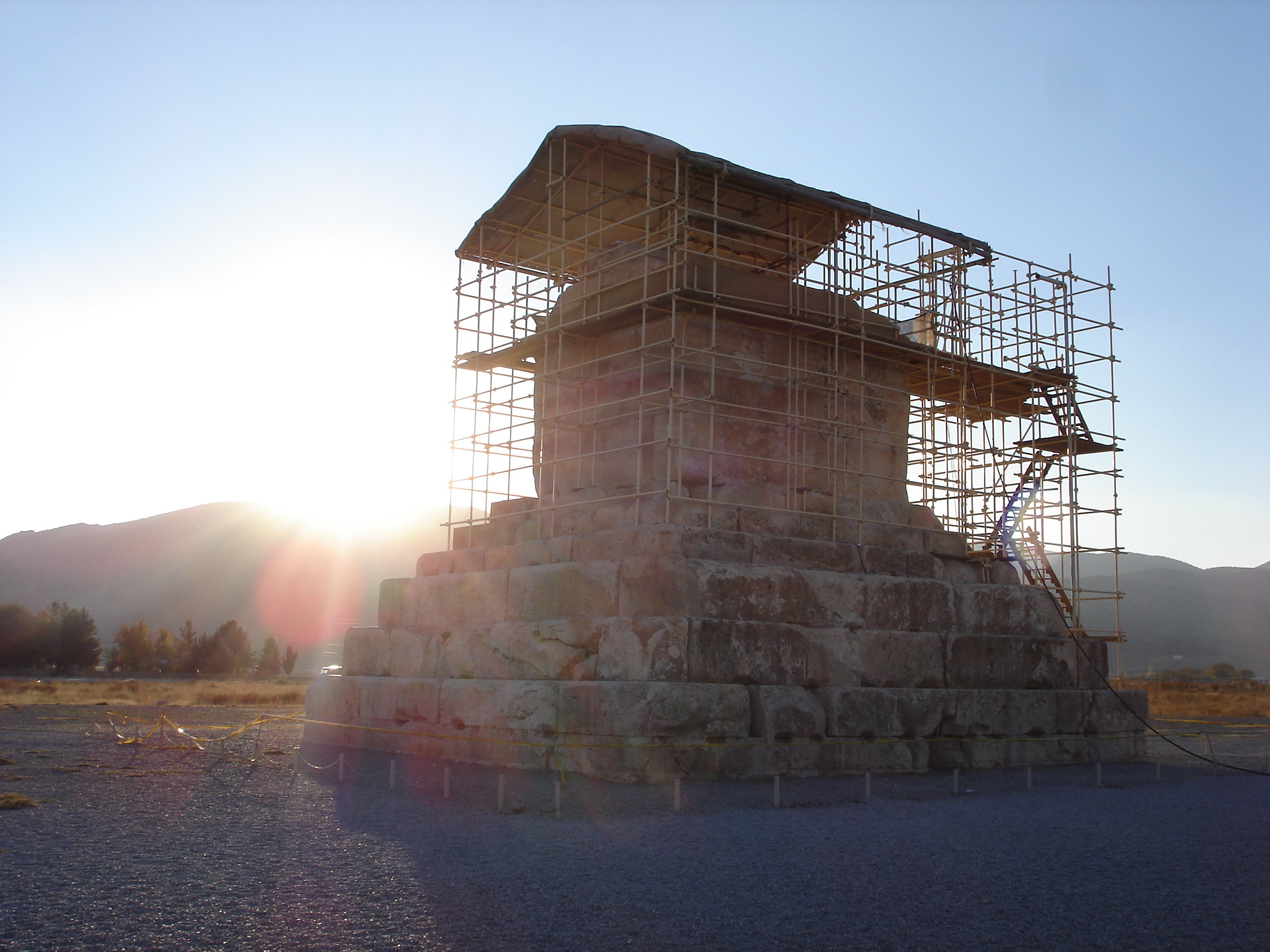
Việc hồi phục Lăng mộ của Cyrus Đại Đế.

Tất cả các nhà sử học người Hy Lạp ngoại trừ Xenophon đều ghi nhận rằng Cyrus Đại Đế đã tử trận trong một cuộc bắc phạt (chẳng hạn như Herodotus cho rằng Quân đội Ba Tư bị người Massagetae đánh tan tác và đầu của ông bị họ lấy đi). Herodotus vốn yêu thích Cyrus Đại Đế, nhưng bộ sử của nhà sử học này cũng có những tình tiết hoang đường. Không những thế, những ghi nhận về Lăng tẩm của ông đã gây tranh cãi về cái chết của ông, và nhà sử học Xenophon - với quan điểm là nhà vua đã qua đời bình yên tại kinh thành Pasargadae - có thể là người đúng hơn cả. Song, ghi nhận của nhà sử học Ctesias có thể trùng khớp với sự hiện hữu của Lăng mộ của Cyrus Đại Đế: Trong một trận chiến với quân Ấn Độ và người Derbices, ông bị thương nặng. Vua của người Sacian là Amorges mang 20.000 Kỵ binh đến tiếp viện cho Quân đội Ba Tư, và đánh tan tác người Derbices và quân Ấn Độ, giết được vua của người Derbices. Cyrus Đại Đế cũng qua đời ít lâu sau đó do ông phải hứng chịu vết thương quá nặng. Hoàng thái tử lên nối ngôi, tức Hoàng đế Cambyses II, mang thi hài của vua cha về Đế quốc Ba Tư ngay sau khi ông mất, và làm lễ an táng. Quan Thái giám là Bagapates chăm lo việc chôn cất ông, làm đúng theo những gì ông trăn trối. Sinh thời, Cyrus Đại Đế đã chuẩn bị sẵn lăng tẩm cho mình, trước năm 530 TCN.
Vấn đề cái chết của ông vẫn luôn là vấn đề tranh cãi. Một pháo đài được ông xây dựng gần sông Araxes (Jarxates), tồn tại cho đến thời Alexandros Đại Đế, có thể cho thấy nhà vua Ba Tư đã hoạt động tích cực ở biên giới với người Massagetae. Tuy nhiên, ngay cả bằng chứng có sẵn cũng không thể khẳng định rằng ông đã người Massagetae giết. Sau trận đánh, quân lính Ba Tư nhất định phải mang thi hài ông về kinh đô Pasargadae. Ngay cả đối với Nữ hoàng Tomyris - vị Nữ hoàng người Massagetae đã lấy đi thi hài của ông, người ta không thể khẳng định rõ là bà ta có thật hay không? Chính Herodotus cũng không hề giải thích về việc Quân đội Ba Tư có giành lấy thi hài của nhà vua và đem về kinh thành Pasargadae hay không? Ghi nhận của Herodotos cũng mang tính chất tiểu thuyết và không nêu rõ hậu quả thực sự của cuộc chiến.
Không những cái chết của ông mà Ctesias - vốn ghi nhận một số sự kiện trùng khớp với Xenophon - cũng ghi nhận khác với Herodotos khi nói về một cuộc chinh phạt người Saka của Cyrus Đại Đế, mà ông cuối cùng đạt được thắng lợi. Và trong khi Johannes Malela xứ Antioch thì trích dẫn một quyển sách bị lãng quên được cho là của nhà toán học Pythagoras xứ Samos, rằng Cyrus Đại Đế tử trận trong một trận thủy chiến với người Samos; Lucian, trích dẫn từ Onescritus, cho hay: ông sống đến 100 tuổi và qua đời do buồn bực vì con trai ông - Hoàng thái tử Cambyses đã giết các bạn hữu của ông.
Cũng theo Lucian, thế nhưng, vua Cambyses II khi lên nối ngôi đã vinh danh vua cha, và an táng ông trong một lăng tẩm ở kinh đô Pasargadae - nơi ông đã đánh bại vua Astyages của Media - chính là ông ngoại của ông - năm xưa. Cả hai nhà sử học Strabo và Arrian đều có những miêu tả giống nhau về Lăng mộ của Cyrus Đại Đế ở kinh thành Pasargadae, dựa theo ghi nhận trực tiếp của Aristobulus xứ Cassandreia: theo lời mời của Alexandros Đại đế xứ Macedonia, Aristobulus xứ Cassandreia đã thăm viếng Lăng tẩm này hai lần. Nhà sử học Arrian đã cho chúng ta biết rằng lăng tẩm này chứa một cỗ quan tài bằng vàng và thi hài của vị vua Ba Tư cổ đại. Không những thế, chúng ta cũng được biết về lăng tẩm của vị Hoàng đế Ba Tư qua các nhà sử học Quintus Curtius và Plutarch.

Lăng mộ của Cyrus Đại Đế.

Với Cyrus Đại Đế, Đế quốc Ba Tư cổ đại trở thành một nền quân chủ thịnh trị và thịnh vượng và nhất trên thế giới thời đó. Không những kế thừa một Vương quốc nhỏ của vua cha, ông còn trở thành Vua của cả thế giới. Theo nhà sử học Samuel Willard Crompton, ông đã truyền lệnh cho các thợ xây người Lydia xây nên lăng tẩm cho ông, khi ông đã cao tuổi so với thời ấy, và chuẩn bị cho cái chết. Nếu ông là một tín đồ Hỏa giáo, như một số học giả nghĩ, thì việc chọn lựa nơi an nghỉ cuối cùng cho ông là v6o cùng quan trọng. Trước đó, ông đã đánh thắng quân Babylon, cử Hoàng thái tử Cambyses là vua xứ Babylon và ca khúc khải hoàn kéo quân về Đế quốc Ba Tư. Có nhiều người tin rằng vị vua vĩ đại và nhà tiên tri vĩ đại Zoroaster đương thời nhau, nhưng có người phủ nhận. Dù cố đô Pasargadae (nay thuộc tỉnh Fārs) - một trong bốn kinh kỳ của Ba Tư dưới triều đại ông - đã sụp đổ, Lăng mộ của Cyrus Đại Đế vẫn gần như còn nguyên vẹn, và đã được trùng tu phần nào. Lăng mộ này có vẻ đẹp phi thường. Theo nhà sử học Plutarch, mộ chí của nhà vua Ba Tư có ghi chép:
| “                         | Người hỡi, dù Người là ai và Người đến từ bất cứ nơi nào, Trẫm cũng biết rằng Người sẽ tới đây, Trẫm là vua Cyrus - người đã gây dựng một Đế quốc cho muôn dân Ba Tư. Do đó, đừng hòng chiếm đoạt mảnh đất này - nơi chứa đống xương tàn của Trẫm. | ” |
| — Mộ chí của Cyrus Đại Đế | |   |

Ngay tại cố đô Pasargadae - nơi chôn cất nhà vua, người ta cũng tìm thấy những bi văn có nội dung kiểu "Trẫm là Cyrus - Đức Vua của Hoàng triều Achaemenes", "Đức Vua Cyrus Đại Đế, con của Đức Vua Cambyses...". Về mộ chí bằng tiếng Ba Tư, nhà sử học Strabo có ghi nhận khác với Plutarch, theo đó thì:
| “                         | Người ơi, Trẫm là vua Cyrus - người đã mang lại một Đế quốc cho muôn dân Ba Tư, và là Đức Vua của cả châu Á. Xin đừng xóa bỏ ký ức này. | ” |
| — Mộ chí của Cyrus Đại Đế | |   |

| “                                                            | Người ơi, Trẫm là vua Cyrus - con của vua Cambyses; Trẫm mang lại một Đế quốc muôn dân Ba Lan và ngự trị toàn cõi châu Á. Đừng có ganh ghét ký ức này. | ” |
| — Mộ chí của Cyrus Đại Đế (theo một bản dịch tiếng Anh khác) | |   |

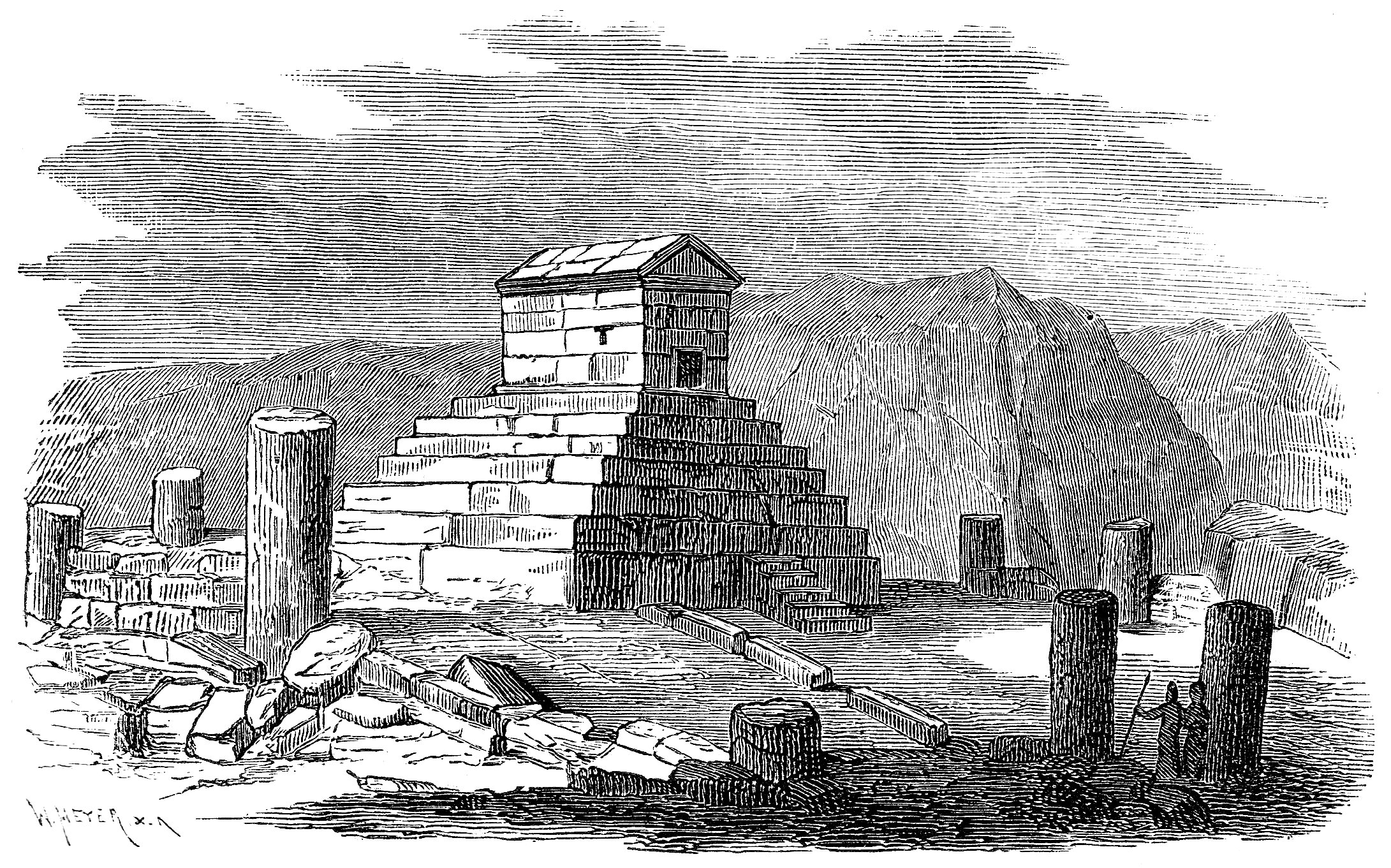
Lăng mộ của Cyrus Đại Đế qua một bức vẽ.

Nhưng cũng theo Strabo, thì một cuốn sách của nhà văn Onesicritus có ghi nhận về mộ chí tiếng Hy Lạp, nhưng được viết bằng chữ cái Ba Tư cho Cyrus Đại Đế (nếu người ta có thể tin được), như sau (theo Onesicritus thì Lăng tẩm có 10 tầng và thi hài của nhà vua được đặt ở tầng cao nhất). Một tác giả sau này là Aristus xứ Salamis cũng tán thành với Onesicritus.
| “                         | Trẫm - vua Cyrus nằm ở đây. Trẫm là Vua của các vị vua hùng mạnh. | ” |
| — Mộ chí của Cyrus Đại Đế |                                                                   |   |

Có bản dịch tiếng Anh chép: "Nơi đây Trẫm yên nghỉ, Cyrus, Vua của các vị vua". Thật ra không có gì lạ về sự khác nhau giữa các ghi nhận về mộ chí của Cyrus Đại Đế. Rõ ràng, quân Hy Lạp của Alexandros Đại Đế đã nhìn thấy một dòng văn tự nào đó ở lăng tẩm này. Có thể họ chỉ nhìn thấy những ghi nhận bằng chữ hình nêm của người Ba Tư, và như xu hướng thường thấy trong những chuyến du lịch, họ chua thêm lời bình của họ, hoặc lời nhắc nhở, rằng Cyrus Đại Đế đã khởi lập Đế quốc Ba Tư và không một kẻ nào có thể phá hủy lăng tẩm của ông. Cũng có giải thích cho rằng, hẳn là đoàn quân này không hề biết đọc chữ hình nêm của người Ba Tư, đã thế họ lại còn phải phụ thuộc vào sự giải thích của những người bản xứ. Theo học giả nổi tiếng người Đức là Josef Wiesehöfer, rõ ràng, mộ chí này là do người Hy Lạp bịa ra, và thể hiện sự ngưỡng mộ của thế giới Hy Lạp đối với Cyrus Đại Đế, và cách diễn giải của người Hy Lạp đối với lối sống của người khác.
Ngày nay, mộ chí không còn ở lăng tẩm nữa, dù có là bằng tiếng Ba Tư hay là bằng tiếng Hy Lạp. Có lẽ mộ chí đã bị mất trải qua nhiều sóng gió của lịch sử, nhất là sau cuộc chinh phạt Ba Tư của quân Hồi giáo vào thời kỳ Trung Cổ. Hoặc cũng có lẽ dòng văn tự này được viết ở một cung điện gần đó chứ không phải là ở lăng tẩm. Trải qua những sóng gió của lịch sử, con đường vào lăng tẩm đã bị hư hại nhiều. Kể từ sau cuộc chinh phạt của quân Hồi giáo, Lăng mộ của Cyrus Đại Đế (Koresh) được gọi là "Lăng mộ của mẫu hậu vua Solomon", cố đô Pasargadae là "Nhà ngục của mẫu hậu vua Solomon" và mộ trong những cung điện ở đây là "Ngôi báu của vua Solomon". Có lẽ nhân dân Ba Tư đã tự bịa ra những cái tên này để tránh trường hợp quân Hồi giáo bạo ngược phá hủy các di tích lịch sử ở Pasargadae, vì người Hồi giáo vốn kính nể Quốc vương Solomon và sợ cái uy của ông. Những cái tên gắn liền với vua Solomon này được đề cập trong thiên sử thi "Shahnameh" của đại thi hào Firdausi nước Ba Tư.
Theo Arrian, xung quanh lăng có một khu rừng nhỏ. Lăng mộ của Cyrus Đại Đế là một công trình kiến trúc quan trọng nhất trong khu phế tích ở cố đô Pasargadae, được xác nhận là lăng tẩm của ông trong sử sách của các nhà sử học vào thời kỳ cổ điển. Nằm trong một công viên, có mặt đáy 12 x 13 mét, Lăng tẩm này có kết cấu như một ngôi nhà nhỏ, với một cái mái nhà hơi nhọn, và được làm từ đá sa thạch trắng, rất đẹp. Đặc điểm của Lăng tẩm này cho thấy nó được chính nhân dân Iran thiết kế. Tuy nhiên, người ta cho rằng, phong cách kiến trúc của Lăng mộ của Cyrus Đại Đế có ảnh hưởng từ kiến trúc xứ Lydia (chẳng hạn như mộ của Alyattes ở cố đô Sardis), vì có những điểm tương đồng với những ngôi mộ được khai quật ở vùng Tiểu Á - nơi Cyrus Đại Đế chinh phạt sau khi ông chiếm được Đế quốc Media. Ngôi mộ kiểu kim tự tháp tại vùng Tiểu Á là một trong những bằng chứng thông dụng nhất về sự giao lưu văn hóa thời cổ đại. Điều này khiến có người tin rằng ngôi mộ này được một nhà quý tộc Ba Tư tại thành Sardis xây dựng ít lâu sau cuộc chinh phạt Vương quốc Lydia của Cyrus Đại Đế.
Ngoài ra, có thể thấy một ngôi mộ tại Buzpar, tỉnh Fārs cũng rất giống với lăng tẩm của vị Hoàng đế khai quốc Ba Tư. Cổng vào lăng tẩm cũng đặc biệt nhỏ bé và rất khó vào, nhưng bên trong lăng có cỗ quan tài bằng vàng chứa thi hài của ông, có đế quan tài bằng vàng. Người ta còn treo những chiếc áo hoàng bào và thảm xứ Babylon xung quanh lăng, bao phủ toàn bộ lăng. Theo Arrian, mỗi ngày, các Hoàng đế Ba Tư kế tục phải hiến dâng một con cừu, và một số lượng thịt và rượu nhất định để giỗ tiên đế. Không những thế, mỗi tháng họ còn phải dâng cho ông một con ngựa.
| “             | Gần lăng tẩm có một căn nhà nhỏ của các thầy tế, họ được giao trách nhiệm coi sóc lăng tẩm theo kiểu "cha truyền con nối" kể từ thời vua Cambyses II. | ” |
| — Aristobulus | |   |

Những tăng lữ này coi sóc việc cúng viếng Cyrus Đại Đế, và Triều đình Ba Tư khi cúng cho tiên đế thì cũng phải "cúng" khẩu phần riêng cho họ. Dưới các triều Cyrus Đại Đế và Cambyses II, hẳn là giới tăng lữ luôn là những cận thần của nhà vua. Theo Pliny, một tăng lữ đã khuyên vua xây cất lăng tẩm này hướng về phía Đông. Theo Herodotus, sau khi ông tiến đánh xứ Babylon, một trong những con ngựa cúng (bạch mã) chạy đến bên sông và tìm cách vượt qua sông, nhưng dòng sông đã nhấn chìm nó và nó bị cuốn trôi đi. Cyrus Đại Đế tức giận, ông bèn chia dòng sông này thành 360 kênh đào. Có lẽ các vị Hoàng đế kế tục ông thường dùng loại "ngựa cúng" này để hiến tế ông. Nói chung, việc cúng tế ông có lẽ là hoạt động duy nhất cho thấy quốc gia gắn liền với tôn giáo được thực hiện trước khi Hoàng đế Darius I lên nối ngôi. Rõ ràng, đối với chính Cyrus Đại Đế, việc xây cất lăng tẩm cho ông tại kinh thành Pasargadae - chính là một thành phố mà ông đã lập ra - là một yếu tố quan trọng trong công cuộc dựng nước của ông. Là vị vua vĩ đại nhất của nước Ba Tư, ông coi thành Pasargadae là biểu tượng của Vương triều của ông.
Các nhà khảo cổ học người Anh cũng phát hiện ra một cái đĩa hình tròn, có vẽ hình Mặt Trời ở mặt tiền của lăng tẩm. Theo tác giả D. Stronach, Cyrus Đại Đế tôn thờ thần Ahura Mazda, do đó Mặt Trời này là biểu tượng của thần Ahura Mazda thời đó. Theo nhà sử học người Pháp là Pierre Briant trong tác phẩm "From Cyrus to Alexander: a history of the Persian Empire" (2002), Cyrus Đại Đế là vị vua duy nhất của Vương triều Achaemenes đã được chôn cất trong một lăng tẩm được xây trên mặt đất. Những vị vua kế tục ông vẫn tiếp tục cúng tế ông. Tuy nhiên, người ta không sự chắc chắn về lăng tẩm của vua Cambyses II - vị vua kế tục ông. Từ thời vua Darius I, các vua Ba Tư được mai táng tại vách đá Naqsh-e Rustam, cố đô Persepolis. Vào năm 2006, người ta mới phát hiện ra những tàn tích của lăng mộ vua Cambyses II, cũng ở cố đô Pasargadae.

## Trong cuộc chinh phạt của Alexandros Đại Đế
Khi còn là Hoàng tử xứ Macedonia, Alexandros Đại đế đã vô cùng ngưỡng mộ nhà sử học Xenophon, và đọc tác phẩm của ông. Xenophon vốn từng đến Ba Tư và trở nên ngưỡng mộ Cyrus Đại Đế. Và, một vị anh hùng vĩ đại khác của Hoàng tử Alexandros cũng chính là Cyrus Đại Đế - vị Hoàng đế đã thống nhất dân tộc Ba Tư với dân tộc Media. Sau khi vua cha Philippos II bị ám sát, Alexandros Đại Đế lên nối ngôi. Theo Strabo, ông là một "người bạn hữu của Cyrus Đại Đế" (Philokyros). Với một lực lượng Quân đội hùng mạnh, vị vua trẻ tuổi của Vương quốc Macedonia mở đầu công cuộc chinh phạt châu Á vào năm 334 TCN, theo gương Cyrus Đại Đế thiết lập một đế quốc hùng mạnh trong thế giới cổ đại. Cũng giống như vị vua Ba Tư xưa, ông cũng bách chiến bách thắng và cũng mong muốn thiết lập một Đế quốc thế giới. Ông đánh bại Hoàng đế Ba Tư là Darius III. Và, cũng giống như Hoàng đế Augustus của Đế quốc La Mã đã bái kiến ông khi chinh phạt xứ Ai Cập, ông đã được dịp "gặp gỡ" Cyrus Đại Đế:

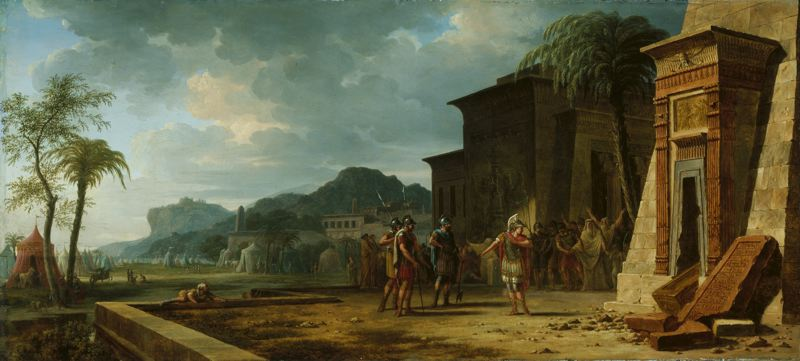
Vua Alexandros trước Lăng mộ củaCyrus Đại Đế, tranh sơ dầu trên vải của họa sĩ Pierre-Henri de Valenciennes, 1796.

Tuy hâm mộ Cyrus Đại Đế, Alexandros Đại Đế đã cướp phá thành Persepolis - kinh đô tráng lệ đã được vị Hoàng đế Ba Tư lỗi lạc xây nên, và đốt luôn cả kinh thành xưa vào năm 330 TCN. Lúc đó ông đã giành một loạt thắng lợi trong cuộc chinh phạt Đế quốc Ba Tư, trong đó có cả trận Gaugamela. Tuy nhiên, vốn thường đam mê những đài tưởng niệm, lăng tẩm Hoàng gia, nhà chinh phạt kiệt xuất đã viếng thăm lăng tẩm của Cyrus Đại Đế tại công viên Hoàng gia ở cố đô Pasargadae. Khi đến kinh kỳ xưa, nhà vua ban phát tiền bạc những phụ nữ Ba Tư ở đây, một việc mà Cyrus Đại Đế cùng các vị Hoàng đế kế tục thường làm. Kiến trúc sư của Alexandros Đại Đế là Aristobulous đã ghi nhớ dòng mộ chí ghi trên lăng tẩm của vị Hoàng đế Ba Tư vĩ đại, mà ông đọc được khi tháp tùng Alexandros Đại Đế. Khi vua quan xứ Macedonia vào trong lăng tẩm, họ thấy một chiếc giường vàng, những cái ly nước uống và quan tài bằng vàng.
Khi đánh bại quân Ấn Độ trong trận sông Hydaspes, Alexandros Đại Đế vượt qua hoang mạc Gedrosia trở về và đến cố đô Passargadae, ông đã nhận thấy có kẻ mở toang Lăng mộ của Cyrus Đại Đế vào đầu năm 324 TCN. Tất cả mọi thứ đều bị bọn phá hoại lấy đi ngoại trừ chiếc quan tài bằng vàng của Cyrus Đại Đế. Ngay cả chiếc quan tài của ông cũng từng bị chúng phá hoại nhưng thất bại, và chúng còn ném cả thi hài của ông.

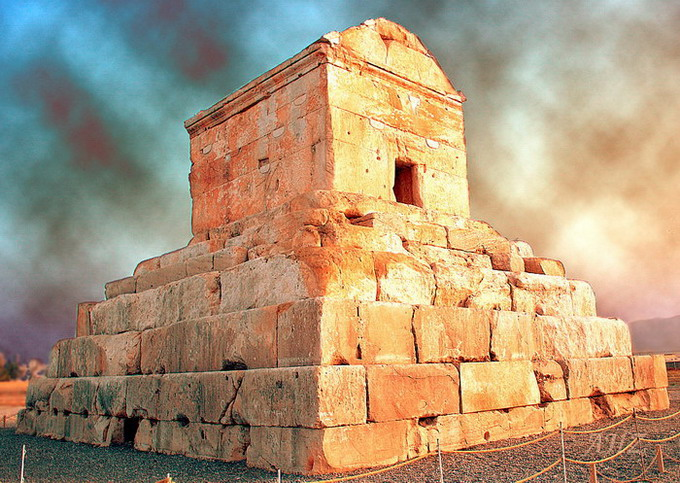
Lăng mộ của Cyrus Đại Đế

Và, Quốc vương Alexandros Đại Đế quyết định phục hồi lại lăng tẩm cho vị tiên đế Ba Tư; không những thế, ông lại còn quyết định trừng phạt luôn những kẻ phá mộ. Ấy là vị ông tuyên bố mình là vị vua kế tục hợp pháp của Vương triều Achaemenes, nên tôn vinh các bậc tiên hiền liệt tổ của Vương triều này. Ông vốn đặc biệt quan tâm đến lăng tẩm của vị vua khai quốc Ba Tư, và sự nhạy bén về chính trị của ông đã khiến nhà vua công khai thể hiện lòng mến mộ những chiến công của Cyrus Đại Đế. Ông truyền lệnh cho Aristobulous xây dựng lại lăng tẩm và đưa lăng tẩm trở về tình trạng xưa cũ. Sau khi sửa chữa lại cỗ quan tài bằng vàng, ông thu gom những gì còn lại của thi hài Cyrus Đại Đế và chôn cất lại vào quan tài. Không những thế, ông còn đến trước cổng lăng và niêm phong lăng tẩm bằng cái ấn Hoàng gia. Có tài liệu cho hay, Quốc vương Alexandros Đại Đế cũng tra hỏi các thầy tế coi sóc lăng tẩm. Tuy nhiên, dù ông có tra tấn họ đi chăng nữa thì họ vẫn không bảo là họ tàn phá hay có kẻ khác tàn phá, vì thế ông tha cho họ.
Theo ghi nhận của Plutarch, viên Sĩ quan Polymachus là một gã quý tộc ở kinh thành Pella. Khi Alexandros Đại Đế bận đi chinh chiến ở phương xa, ông ta tàn phá lăng tẩm của Cyrus Đại Đế. Được biết, Alexandros Đại Đế đã hành quyết Polymachus. Không những hành hình tội phạm, ông còn đọc mộ chí của Cyrus Đại Đế ("Người hỡi, dù Người là ai và Người đến từ bất cứ nơi nào, Trẫm cũng biết rằng Người sẽ tới đây, Trẫm là vua Cyrus - người đã gây dựng một Đế quốc cho muôn dân Ba Tư. Do đó, đừng hòng chiếm đoạt mảnh đất này - nơi chứa đống xương tàn của Trẫm."), và trở nên vô cùng ấn tượng vì mộ chí này dạy cho ông bài học rằng: cuộc đời của một vĩ nhân luôn có những biến cố thất thường. Sau đó, ông cho người khắc phiên bản tiếng Hy Lạp của mộ chí này ở phía dưới mộ chí.
Quintus Curtius có ghi nhận về một vị trung thần của Alexandros Đại Đế là quan Tổng đốc Orsines xứ Ba Tư. Ông bị kết tội đồng lõa trong việc phá hoại lăng tẩm của vị vua khai quốc Ba Tư, cũng như một loạt tội giết chóc và cướp bóc khác. Thực chất, ông bị sủng thần của nhà vua là Thái giám Bagoas vu cáo do có hiềm khích với ông, và ông bị treo cổ.

## Từ sau thời cổ đại đến ngày nay
Vào năm 1903, một giáo sư người Mỹ là A. V. William Jackson được nghỉ phép, và ông bỏ thời gian đi viếng thăm nước Ba Tư - vùng đất của các vị Hoàng đế, Hoàng hậu, Thần thánh và Nhà tiên tri. Ông đến miền Bắc Ba Tư vào tháng 3 năm 1903. Ông vốn là người hết mực đam mê Cyrus Đại Đế và những vị Hoàng đế nổi tiếng khác trong lịch sử Ba Tư, không những thế ông còn được lôi cuốn bởi cuộc đời và những lời giảng dạy của nhà tiên tri Zoroaster. Sau khi thăm viếng bi văn Behistun của vị Hoàng đế lỗi lạc Darius I, ông đến thăm lăng tẩm danh tiếng của Cyrus Đại Đế tại cố đô Pasargadae - tức ngôi nhà của nhân dân Ba Tư. Cổng vào lăng tẩm vừa thấp vừa rất khó vào, quả như những sử gia Hy Lạp cổ nói.
Khi ông vào lăng tẩm vĩ đại này, ông không thấy cỗ quan tài bằng vàng mà vị "Vua của các vị vua" đã an nghỉ 2434 năm trước. Trong lịch sử, những khu mộ cổ thường bị phá hoại, và lăng tẩm này cũng không ngoại lệ. Đồng thời, William Jackson cũng không thấy mộ chí của Cyrus Đại Đế mà nhà sử học Hy Lạp nói đến nữa. Nhưng nhìn vào lăng tẩm của vị "Vua của các vị vua", ông đã cảm nghĩ về sự huy hoàng chói lọi của vị "Vua của các vị vua" hùng cường năm xưa. Ông cũng tìm thấy một số câu ghi tiếng Ba Tư bên trong lăng tẩm. Khi Mặt Trời lặng xuống trên thảo nguyên Murghab, Giáo sư Jackson cũng rời khỏi lăng tẩm. Ông không phải là người đầu tiên hay là người cuối cùng đến thăm lăng tẩm vĩ đại này, dù gì thì lăng mộ của Cyrus Đại Đế - vị vua sáng lập ra một Đế quốc thế giới - vẫn còn tồn tại cho đến thời đó.
Nhìn chung, Lăng mộ của vua Cyrus Đại Đế vẫn trường tồn mãi mãi theo thời gian, dù lịch sử tràn đầy những cuộc chinh phạt, những cuộc nội chiến, những đế quốc nối tiếp nhau, những thay đổi chính quyền và những cuộc cách mạng. Vào thế kỷ XX, nước Ba Tư của Cyrus Đại Đế và những chiến binh của ông đã trở thành một đất nước khác hoàn toàn: một quốc gia Hồi giáo. Danh nhân Ba Tư cuối cùng chăm chút cho lăng tẩm này là Hoàng đế Mohammad Rezā Shāh Pahlavi - vị vua cuối cùng của nước Ba Tư. Cũng giống như Alexandros Đại Đế xứ Macedonia năm xưa, Hoàng đế Mohammad Rezā Shāh Pahlavi muốn trở thành vị vua kế tục hợp pháp của Cyrus Đại Đế.
Vào năm 1971, ông làm lễ kỷ niệm 2500 năm nền quân chủ Iran, và người ta không rõ ông chọn ngày kỷ niệm vào đúng ngày sinh, ngày đăng quang hay là ngày mất của vị Hoàng đế Ba Tư năm xưa. Hoàng đế Mohammad Reza Pahlavi mời nhiều nguyên thủ quốc gia khác đến dự lễ. Tuy Tổng thống Hoa Kỳ là Richard Nixon không thể đến Iran, ông sai Phó Tổng thống Spiro Agnew đến thay. Nữ hoàng Anh Quốc là Elizabeth II cũng luyến tiếc vì không đến được, và bà cho Hoàng thân Phu quân Philip, Công tước xứ Edinburgh, và Vương nữ Anne Elizabeth Alice Louise đến dự lễ thay. Triều đình Iran tổ chức lễ trong vài ngày, nhưng tổ chức linh đình nhất vào ngày 16 tháng 10 năm 1971. Trong buổi lễ, vua Mohammad Reza Pahlavi phát biểu trước Lăng mộ của Cyrus Đại Đế:
| “                            | Muôn tâu Đức Vua của các vị vua, Đức Vua của triều Achaemenes, Đức Vua của Vương quốc Iran - Cyrus, con - Đức Vua của các vị vua của Iran - và thần dân của con xin bái tạ... Người, vị anh hùng vĩnh cửu của lịch sử Iran, vị sáng tổ của nền quân chủ lâu đời nhất trên thế giới, vị vua mang lại tự do cho thế giới, đứa con kiệt xuất của nhân loại, chúng con kính yêu Người!... Thưa Đức Vua Cyrus, ngày hôm nay chúng con quây quần bên lăng tẩm của Người để thông báo với người: xin Người hãy yên nghỉ bình an vì chúng con đã thức tỉnh và chúng con sẽ mãi mãi nhận thức và phát huy di sản đáng tự hào mà Người để lại. | ” |
| — Mohammad Rezā Shāh Pahlavi | |   |

Nhà vua tôn kính tiên đế Cyrus Đại Đế như vậy làm những người tin tuyệt đối vào Hồi giáo nổi giận, vì đối với họ, chỉ có nhà tiên tri Muhammad là đáng được tôn vinh như thế. Vào năm 1979, phong trào Cách mạng Hồi giáo bùng nổ, Hoàng đế Mohammad Rezā Shāh Pahlavi bị đày ải và nước Cộng hòa Iran ra đời. Sau đó, Lăng mộ của Cyrus Đại Đế vẫn tồn tại dù bối cảnh đất nước hỗn loạn, và, do đánh đồng tất cả những gì Triều đình Ba Tư tạo ra trong lịch sử với Vương triều Ba Tư khi đó, những phần tử cực đoan trong cuộc Cách mạng này đã kêu gọi nhân dân phá hoại lăng tẩm. Có những người lấy cớ rằng, lăng tẩm có nguy cơ bị hư hại qua việc xây cất đập và sự ngập nước, tuy nhiên, không hề có bằng chứng xác thực nào cho thấy tuyên bố này là đúng. Tuy nhiên, chính vì "nguy cơ hư hại" đó mà người ta đã thỉnh cầu Liên Hợp Quốc bảo vệ di tích lịch sử này. Vào năm 2004, Tổ chức Giáo dục, Khoa học và Văn hóa Liên Hợp Quốc (gọi tắt là UNESCO) công nhận cố đô Pasargadae là Di sản văn hóa thế giới. Như vậy là khu phế tích Pasargadae trở thành một phần độc đáo trong nền văn hóa và lịch sử thế giới.